# Haplothrips setiger
Haplothrips setiger är en insektsart som beskrevs av Hermann Priesner 1921. Haplothrips setiger ingår i släktet Haplothrips och familjen rörtripsar. Arten är reproducerande i Sverige. Inga underarter finns listade i Catalogue of Life.